# Persoonia biglandulosa
Persoonia biglandulosa là một loài thực vật có hoa trong họ Quắn hoa. Loài này được P.H. Weston miêu tả khoa học đầu tiên năm 1994.